# Desmatoneura choreutes
Desmatoneura choreutes är en tvåvingeart som först beskrevs av Wray Merrill Bowden 1964.  Desmatoneura choreutes ingår i släktet Desmatoneura och familjen svävflugor. Inga underarter finns listade i Catalogue of Life.